# European Rugby Challenge Cup 2016-17
La Copa Desafío Europeo de Rugby 2016-17, conocida oficialmente como European Rugby Challenge Cup (ERCC2) fue la 20.ª edición de la competición, la segunda desde el cambio de nombre actualmente adoptado.
Es la segunda competición de la máxima categoría de rugby union por clubes de los países integrantes del Torneo de las Seis Naciones, y algunos clubes de otros países que pueden optar a participar si superan la Fase de clasificación de la Copa Desafío Europeo de Rugby. La competición comenzó el fin de semana del 13 de octubre de 2016 y terminó el 12 de mayo de 2017.

## Equipos
Veinte equipos se clasifican para la temporada 2016-2017, basándose en la clasificación de sus respectivas ligas domésticas durante la anterior temporada. La distribución de los equipos responde al siguiente patrón:
- Inglaterra: 6 equipos
  - Equipos clasificados entre la octava y la undécima posición en la temporada 2015-2016 de la Premiership Rugby. (4 equipos)
  - El campeón de la edición 2015-2016 de la Greena King IPA Championship. (1 equipo)

- Francia: 7 equipos
  - Equipos clasificados entre la octava y la duodécima posición en la temporada 2015-2016 del Top 14 francés. (5 equipos)
  - El campeón, y el ganador de la eliminatoria de promoción, de la temporada 2015-2016 de la Pro D2. (2 equipos)
- Irlanda, Italia, Escocia y Gales: 5 equipos
  - Los equipos no clasificados para la European Rugby Champions Cup por su posición en la temporada 2015-2016 de la Pro12.

- Otros países europeos: 2 equipos
  - Dos equipos más se clasificarán tras superar una fase previa que tiene lugar en abril de 2016.

Por tanto, los primeros 18 equipos clasificados son:
| Competición | País       | N.º | Equipos | Mapa  |
| ----------- | ---------- | --- | --- | ----- |
| Premiership | Inglaterra | 6   | - Harlequins - Gloucester - Bath - Worcester - Newcastle Falcons - Bristol (Campeón del RFU)                       | \| \| |
| Top 14      | Francia    | 7   | - Brive - Stade Rochelais - Grenoble - Section Paloise - Stade Français - Lyon (Campeón Pro D2) - Aviron Bayonnais | \| \| |
| Pro 12      | Gales      | 3   | - Cardiff Blues - Ospreys - Newport Dragons                                                                        | \| \| |
| Pro 12      | Escocia    | 1   | - Edinburgh | \| \| |
| Pro 12      | Italia     | 1   | - Benetton Treviso                                                                                                 | \| \| |
| Fase previa | Rusia      | 1   | - Enisey-STM | \| \| |
| Fase previa | Rumania    | 1   | - Timișoara Saracens                                                                                               | \| \| |
|             |            |     | |       |

### Clasificados
Los 20 equipos son clasificados en función de sus resultados en sus campeonatos nacionales respectivos. Los cinco equipos de mejor categoría actúan como cabezas de serie al comienzo de la competición. Para los demás, ningún país puede tener más de un equipo por grupo, a excepción de Francia o Inglaterra, siempre que haya más de cinco de sus equipos en competición. La siguiente tabla presenta el reparto de los equipos según su nivel. El sorteo de grupos se llevó a cabo el 29 de junio de 2016 en el Teatro de Passage en Neuchâtel.
|         | Nivel 1         | Nivel 2     | Nivel 3          | Nivel 4            |
| ------- | --------------- | ----------- | ---------------- | ------------------ |
| Grupo 1 | CA Brive        | Gloucester  | Newport Dragons  | Bristol            |
| Grupo 2 | Harlequins      | FC Grenoble | Section Paloise  | Lyon OU            |
| Grupo 3 | Cardiff Blues   | Bath        | Stade Français   | Aviron Bayonnais   |
| Grupo 4 | Ospreys         | Edinburgh   | Newcastle        | Enisey-STM         |
| Grupo 5 | Stade Rochelais | Worcester   | Benetton Treviso | Timișoara Saracens |

### Sistema de competición
Los grupos juegan una primera fase en partidos «ida y vuelta» (seis partidos cada uno de los equipos, haciendo 12 encuentros por grupo). Los puntos son: 4 por victoria, 2 por empate. Además, un punto de bonus si el equipo ha hecho cuatro ensayos o más y un punto si el partido se pierde por siete puntos de diferencia o menos. Los ganadores de cada grupo, así como los tres mejores segundos participarán en los cuartos de final. Los cuatro mejores primeros de la competición son clasificados del 1 al 4 para sortear los cuartos de final.

## Fase previa de la Competición

### PlayOffde repesca
Los séptimos de las ligas francesa e inglesa disputan la última plaza para el campeonato en dos partidos jugados con el sistema de ida y vuelta. 

### Fase de clasificación para la Copa Desafío
La Fase clasificatoria se juega en dos fases:
La primera enfrenta a dos grupos de 4 equipos cada uno, cada equipo de un grupo debe tener un encuentro con cada equipo del otro grupo, teniendo cada equipo un total de cuatro encuentros.
La segunda fase la juegan los ganadores de cada grupo, enfrentándose el ganador del Grupo A al Enisey-STM ruso; mientras el ganador del Grupo B se enfrentará a su vez con el Rugby Calvisano italiano.

#### Grupo A
| N.º | Equipo          | PJ | PG | PE | PP | EM | EE | BO | BD | PM  | PE | Dif | Pts |
| --- | --------------- | -- | -- | -- | -- | -- | -- | -- | -- | --- | -- | --- | --- |
| 1   | Rugby Rovigo    | 4  | 3  | 0  | 1  | 18 | 10 | 3  | 0  | 136 | 77 | +59 | 15  |
| 2   | Heidelberger RK | 4  | 3  | 0  | 1  | 15 | 8  | 2  | 1  | 109 | 68 | +41 | 15  |
| 3   | Fiamme Oro      | 4  | 3  | 0  | 1  | 9  | 5  | 0  | 0  | 74  | 51 | +23 | 12  |
| 4   | Valladolid RAC  | 4  | 2  | 0  | 2  | 14 | 7  | 1  | 0  | 114 | 68 | +46 | 9   |

#### Grupo B
| N.º | Equipo             | PJ | PG | PE | PP | EM | EE | BO | BD | PM  | PE  | Dif  | Pts |
| --- | ------------------ | -- | -- | -- | -- | -- | -- | -- | -- | --- | --- | ---- | --- |
| 1   | Timișoara Saracens | 4  | 4  | 0  | 0  | 15 | 5  | 3  | 0  | 126 | 48  | +78  | 19  |
| 2   | GD Direito         | 4  | 1  | 0  | 3  | 8  | 9  | 0  | 2  | 72  | 82  | -10  | 6   |
| 3   | Mogliano Rugby     | 4  | 0  | 0  | 4  | 6  | 13 | 1  | 1  | 49  | 105 | -56  | 2   |
| 4   | Kituro RC          | 4  | 0  | 0  | 4  | 1  | 29 | 0  | 0  | 20  | 198 | -178 | 0   |

#### PlayOffsde promoción
| Equipo             | Ida     | Total   | Vuelta  | Equipo          |
| ------------------ | ------- | ------- | ------- | --------------- |
| Timișoara Saracens | 36 - 23 | 64 - 40 | 28 - 17 | Rugby Calvisano |
| Rugby Rovigo       | 0 - 31  | 5 - 70  | 5 - 39  | Enisey-STM      |

## Fase de grupos
Durante esta fase, los ganadores de cada grupo avanzan a los cuartos de final, así como los tres mejores segundos.
La hora está expresada uniformemente según el UTC-0. Para poder establecer el horario en cada lugar se debe recurrir al huso horario en que esté ubicado, sumándole o restándole según corresponda.

### Grupo 1
Clasificación
| N.º | Equipo           | PJ | PG | PE | PP | PM  | PE  | Dif  | EM | EE | BO | BD | Pts |
| --- | ---------------- | -- | -- | -- | -- | --- | --- | ---- | -- | -- | -- | -- | --- |
| 1   | Gloucester       | 6  | 5  | 0  | 1  | 237 | 110 | 127  | 31 | 15 | 5  | 0  | 25  |
| 2   | Stade Rochelais  | 6  | 5  | 0  | 1  | 203 | 104 | 99   | 28 | 11 | 4  | 0  | 24  |
| 3   | Benetton Treviso | 6  | 2  | 0  | 4  | 75  | 182 | -107 | 9  | 23 | 0  | 0  | 8   |
| 4   | Aviron Bayonnais | 6  | 0  | 0  | 6  | 116 | 235 | -119 | 14 | 33 | 0  | 1  | 1   |

| \| Jornada \| Fecha y hora \| Estadio (Ciudad) \| Local \| Resultado \| Visitante \| Árbitro \| Asistencia \| \| ----------- \| ------------------------------ \| ------------------------------------ \| ---------------- \| --------------------------------------------------------------------------------------------------------- \| ---------------- \| --------------- \| ---------- \| \| 1.ª jornada \| 15 de octubre de 2016, 14:00 \| Stadio Comunale di Monigo (Treviso) \| Benetton Treviso \| 10 - 41 \| Stade Rochelais \| Greg Garner \| 1900 \| \| 1.ª jornada \| 15 de octubre de 2016, 16:00 \| Stade Jean-Dauger (Bayonne) \| Aviron Bayonnais \| 27 - 47 \| Gloucester \| Gary Conway \| 5005 \| \| 2.ª jornada \| 20 de octubre de 2016, 19:45 \| Stade Marcel-Deflandre (La Rochelle) \| Stade Rochelais \| 51 - 24 \| Aviron Bayonnais \| Matthew Carley \| 14 634 \| \| 2.ª jornada \| 22 de octubre de 2016, 15:00 \| Kingsholm Stadium (Gloucester) \| Gloucester \| 37 - 8 \| Benetton Treviso \| Dudley Phillips \| 9618 \| \| 3.ª jornada \| 8 de diciembre de 2016, 19:45 \| Kingsholm Stadium (Gloucester) \| Gloucester \| 35 - 14 (enlace roto disponible en Internet Archive; véase el historial, la primera versión y la última). \| Stade Rochelais \| Andrew Brace \| 9278 \| \| 3.ª jornada \| 9 de diciembre de 2016, 19:00 \| Stade Jean-Dauger (Bayonne) \| Aviron Bayonnais \| 15 - 28 \| Benetton Treviso \| Tom Foley \| 2200 \| \| 4.ª jornada \| 17 de diciembre de 2016, 14:00 \| Stadio Comunale di Monigo (Treviso) \| Benetton Treviso \| 21 - 17 \| Aviron Bayonnais \| Craig Maxwell \| 1500 \| \| 4.ª jornada \| 17 de diciembre de 2016, 19:45 \| Stade Marcel-Deflandre (La Rochelle) \| Stade Rochelais \| 42 - 13 \| Gloucester \| Ian Davies \| 14 153 \| \| 5.ª jornada \| 12 de enero de 2017, 19:45 \| Stade Jean-Dauger (Bayonne) \| Aviron Bayonnais \| 14 - 24 \| Stade Rochelais \| Dudley Phillips \| 1948 \| \| 5.ª jornada \| 14 de enero de 2017, 14:00 \| Stadio Comunale di Monigo (Treviso) \| Benetton Treviso \| 0 - 41 \| Gloucester \| Thomas Charabas \| 700 \| \| 6.ª jornada \| 21 de enero de 2017, 20:00 \| Kingsholm Stadium (Gloucester) \| Gloucester \| 64 - 19 \| Aviron Bayonnais \| Lloyd Linton \| 9265 \| \| 6.ª jornada \| 21 de enero de 2017, 20:00 \| Stade Marcel-Deflandre (La Rochelle) \| Stade Rochelais \| 31 - 8 \| Benetton Treviso \| Ian Tempest \| 13 123 \| |                                |                                      |                  | |                  |                 |            |
| Jornada | Fecha y hora                   | Estadio (Ciudad)                     | Local            | Resultado                                                                                                 | Visitante        | Árbitro         | Asistencia |
| 1.ª jornada | 15 de octubre de 2016, 14:00   | Stadio Comunale di Monigo (Treviso)  | Benetton Treviso | 10 - 41                                                                                                   | Stade Rochelais  | Greg Garner     | 1900       |
| 1.ª jornada | 15 de octubre de 2016, 16:00   | Stade Jean-Dauger (Bayonne)          | Aviron Bayonnais | 27 - 47                                                                                                   | Gloucester       | Gary Conway     | 5005       |
| 2.ª jornada | 20 de octubre de 2016, 19:45   | Stade Marcel-Deflandre (La Rochelle) | Stade Rochelais  | 51 - 24                                                                                                   | Aviron Bayonnais | Matthew Carley  | 14 634     |
| 2.ª jornada | 22 de octubre de 2016, 15:00   | Kingsholm Stadium (Gloucester)       | Gloucester       | 37 - 8 | Benetton Treviso | Dudley Phillips | 9618       |
| 3.ª jornada | 8 de diciembre de 2016, 19:45  | Kingsholm Stadium (Gloucester)       | Gloucester       | 35 - 14 (enlace roto disponible en Internet Archive; véase el historial, la primera versión y la última). | Stade Rochelais  | Andrew Brace    | 9278       |
| 3.ª jornada | 9 de diciembre de 2016, 19:00  | Stade Jean-Dauger (Bayonne)          | Aviron Bayonnais | 15 - 28                                                                                                   | Benetton Treviso | Tom Foley       | 2200       |
| 4.ª jornada | 17 de diciembre de 2016, 14:00 | Stadio Comunale di Monigo (Treviso)  | Benetton Treviso | 21 - 17                                                                                                   | Aviron Bayonnais | Craig Maxwell   | 1500       |
| 4.ª jornada | 17 de diciembre de 2016, 19:45 | Stade Marcel-Deflandre (La Rochelle) | Stade Rochelais  | 42 - 13                                                                                                   | Gloucester       | Ian Davies      | 14 153     |
| 5.ª jornada | 12 de enero de 2017, 19:45     | Stade Jean-Dauger (Bayonne)          | Aviron Bayonnais | 14 - 24                                                                                                   | Stade Rochelais  | Dudley Phillips | 1948       |
| 5.ª jornada | 14 de enero de 2017, 14:00     | Stadio Comunale di Monigo (Treviso)  | Benetton Treviso | 0 - 41 | Gloucester       | Thomas Charabas | 700        |
| 6.ª jornada | 21 de enero de 2017, 20:00     | Kingsholm Stadium (Gloucester)       | Gloucester       | 64 - 19                                                                                                   | Aviron Bayonnais | Lloyd Linton    | 9265       |
| 6.ª jornada | 21 de enero de 2017, 20:00     | Stade Marcel-Deflandre (La Rochelle) | Stade Rochelais  | 31 - 8 | Benetton Treviso | Ian Tempest     | 13 123     |

### Grupo 2
Clasificación
| N.º | Equipo            | PJ | PG | PE | PP | PM  | PE  | Dif  | EM | EE | BO | BD | Pts |
| --- | ----------------- | -- | -- | -- | -- | --- | --- | ---- | -- | -- | -- | -- | --- |
| 1   | Ospreys           | 6  | 6  | 0  | 0  | 279 | 51  | 228  | 42 | 7  | 6  | 0  | 30  |
| 2   | Lyon OU           | 6  | 3  | 0  | 3  | 187 | 164 | 23   | 26 | 21 | 4  | 0  | 16  |
| 3   | Newcastle Falcons | 6  | 2  | 0  | 4  | 158 | 180 | -22  | 22 | 26 | 2  | 2  | 12  |
| 4   | FC Grenoble       | 6  | 1  | 0  | 5  | 74  | 303 | -229 | 8  | 44 | 1  | 0  | 5   |

| \| Jornada \| Fecha y hora \| Estadio (Ciudad) \| Local \| Resultado \| Visitante \| Árbitro \| Asistencia \| \| ----------- \| ------------------------------ \| -------------------------- \| ----------------- \| --------- \| ----------------- \| ---------------- \| ---------- \| \| 1.ª jornada \| 14 de octubre de 2016, 18:30 \| Stade des Alpes (Grenoble) \| FC Grenoble \| 13 - 39 \| Lyon OU \| Dudley Phillips \| 7003 \| \| 1.ª jornada \| 14 de octubre de 2016, 19:05 \| Liberty Stadium (Swansea) \| Ospreys \| 45 - 0 \| Newcastle Falcons \| David Wilkinson \| 7352 \| \| 2.ª jornada \| 22 de octubre de 2016, 19:45 \| Matmut Stadium (Lyon) \| Lyon OU \| 13 - 31 \| Ospreys \| Andrew Brace \| 8638 \| \| 2.ª jornada \| 23 de octubre de 2016, 15:00 \| Kingston Park (Newcastle) \| Newcastle Falcons \| 50 - 7 \| FC Grenoble \| Lloyd Linton \| 3390 \| \| 3.ª jornada \| 9 de diciembre de 2016, 17:00 \| Stade des Alpes (Grenoble) \| FC Grenoble \| 7 - 59 \| Ospreys \| Marius Mitrea \| 6754 \| \| 3.ª jornada \| 9 de diciembre de 2016, 18:30 \| Matmut Stadium (Lyon) \| Lyon OU \| 42 - 12 \| Newcastle Falcons \| David Wilkinson \| 8892 \| \| 4.ª jornada \| 17 de diciembre de 2016, 15:00 \| Liberty Stadium (Swansea) \| Ospreys \| 71 - 3 \| FC Grenoble \| Luke Pearce \| 7039 \| \| 4.ª jornada \| 18 de diciembre de 2016, 15:00 \| Kingston Park (Newcastle) \| Newcastle Falcons \| 48 - 29 \| Lyon OU \| Gary Conway \| 3507 \| \| 5.ª jornada \| 13 de enero de 2017, 18:00 \| Stade des Alpes (Grenoble) \| FC Grenoble \| 31 - 27 \| Newcastle Falcons \| Vlad Iordachescu \| 6850 \| \| 5.ª jornada \| 15 de enero de 2017, 15:00 \| Liberty Stadium (Swansea) \| Ospreys \| 47 - 7 \| Lyon OU \| Craig Maxwell \| 6986 \| \| 6.ª jornada \| 21 de enero de 2017, 17:00 \| Matmut Stadium (Lyon) \| Lyon OU \| 57 - 13 \| FC Grenoble \| Seán Gallagher \| 12080 \| \| 6.ª jornada \| 21 de enero de 2017, 17:00 \| Kingston Park (Newcastle) \| Newcastle Falcons \| 21 - 26 \| Ospreys \| Alexandre Ruiz \| 3551 \| |                                |                            |                   |           |                   |                  |            |
| Jornada | Fecha y hora                   | Estadio (Ciudad)           | Local             | Resultado | Visitante         | Árbitro          | Asistencia |
| 1.ª jornada | 14 de octubre de 2016, 18:30   | Stade des Alpes (Grenoble) | FC Grenoble       | 13 - 39   | Lyon OU           | Dudley Phillips  | 7003       |
| 1.ª jornada | 14 de octubre de 2016, 19:05   | Liberty Stadium (Swansea)  | Ospreys           | 45 - 0    | Newcastle Falcons | David Wilkinson  | 7352       |
| 2.ª jornada | 22 de octubre de 2016, 19:45   | Matmut Stadium (Lyon)      | Lyon OU           | 13 - 31   | Ospreys           | Andrew Brace     | 8638       |
| 2.ª jornada | 23 de octubre de 2016, 15:00   | Kingston Park (Newcastle)  | Newcastle Falcons | 50 - 7    | FC Grenoble       | Lloyd Linton     | 3390       |
| 3.ª jornada | 9 de diciembre de 2016, 17:00  | Stade des Alpes (Grenoble) | FC Grenoble       | 7 - 59    | Ospreys           | Marius Mitrea    | 6754       |
| 3.ª jornada | 9 de diciembre de 2016, 18:30  | Matmut Stadium (Lyon)      | Lyon OU           | 42 - 12   | Newcastle Falcons | David Wilkinson  | 8892       |
| 4.ª jornada | 17 de diciembre de 2016, 15:00 | Liberty Stadium (Swansea)  | Ospreys           | 71 - 3    | FC Grenoble       | Luke Pearce      | 7039       |
| 4.ª jornada | 18 de diciembre de 2016, 15:00 | Kingston Park (Newcastle)  | Newcastle Falcons | 48 - 29   | Lyon OU           | Gary Conway      | 3507       |
| 5.ª jornada | 13 de enero de 2017, 18:00     | Stade des Alpes (Grenoble) | FC Grenoble       | 31 - 27   | Newcastle Falcons | Vlad Iordachescu | 6850       |
| 5.ª jornada | 15 de enero de 2017, 15:00     | Liberty Stadium (Swansea)  | Ospreys           | 47 - 7    | Lyon OU           | Craig Maxwell    | 6986       |
| 6.ª jornada | 21 de enero de 2017, 17:00     | Matmut Stadium (Lyon)      | Lyon OU           | 57 - 13   | FC Grenoble       | Seán Gallagher   | 12080      |
| 6.ª jornada | 21 de enero de 2017, 17:00     | Kingston Park (Newcastle)  | Newcastle Falcons | 21 - 26   | Ospreys           | Alexandre Ruiz   | 3551       |

### Grupo 3
Clasificación
| N.º | Equipo          | PJ | PG | PE | PP | PM  | PE  | Dif | EM | EE | BO | BD | Pts |
| --- | --------------- | -- | -- | -- | -- | --- | --- | --- | -- | -- | -- | -- | --- |
| 1   | CA Brive        | 6  | 5  | 0  | 1  | 175 | 120 | 55  | 21 | 16 | 3  | 0  | 23  |
| 2   | Newport Dragons | 6  | 3  | 0  | 3  | 150 | 140 | 10  | 19 | 19 | 2  | 0  | 14  |
| 3   | Worcester       | 6  | 2  | 0  | 4  | 147 | 117 | 30  | 22 | 13 | 2  | 3  | 13  |
| 4   | Enisey-STM      | 6  | 2  | 0  | 4  | 107 | 202 | -95 | 13 | 27 | 1  | 0  | 9   |

| \| Jornada \| Fecha y hora \| Estadio (Ciudad) \| Local \| Resultado \| Visitante \| Árbitro \| Asistencia \| \| ----------- \| ------------------------------ \| ------------------------------- \| --------------- \| --------- \| --------------- \| ---------------- \| ---------- \| \| 1.ª jornada \| 14 de octubre de 2016, 19:30 \| Rodney Parade (Newport) \| Newport Dragons \| 37 - 16 \| CA Brive \| Craig Maxwell \| 4126 \| \| 1.ª jornada \| 15 de octubre de 2016, 9:00 \| Slava Stadium (Moscú) \| Enisey-STM \| 19 - 12 \| Worcester \| Marius Mitrea \| 1000 \| \| 2.ª jornada \| 22 de octubre de 2016, 13:00 \| Estadio Trud (Tomsk) \| Enisey-STM \| 38 - 18 \| Newport Dragons \| Vlad Iordachescu \| 1500 \| \| 2.ª jornada \| 22 de octubre de 2016, 15:00 \| Sixways Stadium (Worcester) \| Worcester \| 24 - 25 \| CA Brive \| Gary Conway \| 7209 \| \| 3.ª jornada \| 10 de diciembre de 2016, 12:00 \| Yug Stadium (Sochi) \| Enisey-STM \| 8 - 43 \| CA Brive \| Ian Tempest \| 300 \| \| 3.ª jornada \| 10 de diciembre de 2016, 15:00 \| Sixways Stadium (Worcester) \| Worcester \| 33 - 20 \| Newport Dragons \| Thomas Charabas \| 7168 \| \| 4.ª jornada \| 16 de diciembre de 2016, 18:00 \| Estadio Amédée Domenech (Brive) \| CA Brive \| 38 - 18 \| Enisey-STM \| Tom Foley \| 4000 \| \| 4.ª jornada \| 16 de diciembre de 2016, 19:30 \| Rodney Parade (Newport) \| Newport Dragons \| 22 - 7 \| Worcester \| David Wilkinson \| 4096 \| \| 5.ª jornada \| 13 de enero de 2017, 19:30 \| Rodney Parade (Newport) \| Newport Dragons \| 34 - 10 \| Enisey-STM \| Frank Murphy \| 3544 \| \| 5.ª jornada \| 14 de enero de 2017, 20:00 \| Estadio Amédée Domenech (Brive) \| CA Brive \| 17 - 14 \| Worcester \| Ian Davies \| 2500 \| \| 6.ª jornada \| 21 de enero de 2017, 14:00 \| Estadio Amédée Domenech (Brive) \| CA Brive \| 36 - 19 \| Newport Dragons \| Craig Maxwell \| 5000 \| \| 6.ª jornada \| 21 de enero de 2017, 14:00 \| Sixways Stadium (Worcester) \| Worcester \| 57 - 14 \| Enisey-STM \| Dan Jones \| 6097 \| |                                |                                 |                 |           |                 |                  |            |
| Jornada | Fecha y hora                   | Estadio (Ciudad)                | Local           | Resultado | Visitante       | Árbitro          | Asistencia |
| 1.ª jornada | 14 de octubre de 2016, 19:30   | Rodney Parade (Newport)         | Newport Dragons | 37 - 16   | CA Brive        | Craig Maxwell    | 4126       |
| 1.ª jornada | 15 de octubre de 2016, 9:00    | Slava Stadium (Moscú)           | Enisey-STM      | 19 - 12   | Worcester       | Marius Mitrea    | 1000       |
| 2.ª jornada | 22 de octubre de 2016, 13:00   | Estadio Trud (Tomsk)            | Enisey-STM      | 38 - 18   | Newport Dragons | Vlad Iordachescu | 1500       |
| 2.ª jornada | 22 de octubre de 2016, 15:00   | Sixways Stadium (Worcester)     | Worcester       | 24 - 25   | CA Brive        | Gary Conway      | 7209       |
| 3.ª jornada | 10 de diciembre de 2016, 12:00 | Yug Stadium (Sochi)             | Enisey-STM      | 8 - 43    | CA Brive        | Ian Tempest      | 300        |
| 3.ª jornada | 10 de diciembre de 2016, 15:00 | Sixways Stadium (Worcester)     | Worcester       | 33 - 20   | Newport Dragons | Thomas Charabas  | 7168       |
| 4.ª jornada | 16 de diciembre de 2016, 18:00 | Estadio Amédée Domenech (Brive) | CA Brive        | 38 - 18   | Enisey-STM      | Tom Foley        | 4000       |
| 4.ª jornada | 16 de diciembre de 2016, 19:30 | Rodney Parade (Newport)         | Newport Dragons | 22 - 7    | Worcester       | David Wilkinson  | 4096       |
| 5.ª jornada | 13 de enero de 2017, 19:30     | Rodney Parade (Newport)         | Newport Dragons | 34 - 10   | Enisey-STM      | Frank Murphy     | 3544       |
| 5.ª jornada | 14 de enero de 2017, 20:00     | Estadio Amédée Domenech (Brive) | CA Brive        | 17 - 14   | Worcester       | Ian Davies       | 2500       |
| 6.ª jornada | 21 de enero de 2017, 14:00     | Estadio Amédée Domenech (Brive) | CA Brive        | 36 - 19   | Newport Dragons | Craig Maxwell    | 5000       |
| 6.ª jornada | 21 de enero de 2017, 14:00     | Sixways Stadium (Worcester)     | Worcester       | 57 - 14   | Enisey-STM      | Dan Jones        | 6097       |

### Grupo 4
Clasificación
| N.º | Equipo          | PJ | PG | PE | PP | PM  | PE  | Dif  | EM | EE | BO | BD | Pts |
| --- | --------------- | -- | -- | -- | -- | --- | --- | ---- | -- | -- | -- | -- | --- |
| 1   | Bath Rugby      | 6  | 5  | 0  | 1  | 214 | 91  | 123  | 24 | 10 | 3  | 0  | 23  |
| 2   | Cardiff Blues   | 6  | 5  | 0  | 1  | 150 | 115 | 35   | 16 | 15 | 2  | 0  | 22  |
| 3   | Bristol Rugby   | 6  | 2  | 0  | 4  | 138 | 181 | -43  | 19 | 22 | 2  | 0  | 10  |
| 4   | Section Paloise | 6  | 0  | 0  | 6  | 97  | 212 | -115 | 13 | 25 | 0  | 2  | 2   |

| \| Jornada \| Fecha y hora \| Estadio (Ciudad) \| Local \| Resultado \| Visitante \| Árbitro \| Asistencia \| \| ----------- \| ------------------------------ \| ----------------------------- \| --------------- \| --------- \| --------------- \| --------------- \| ---------- \| \| 1.ª jornada \| 14 de octubre de 2016, 19:45 \| Ashton Gate Stadium (Bristol) \| Bristol Rugby \| 20 - 33 \| Cardiff Blues \| Pascal Gaüzère \| 8289 \| \| 1.ª jornada \| 15 de octubre de 2016, 19:45 \| Stade du Hameau (Pau) \| Section Paloise \| 22 - 25 \| Bath Rugby \| Ian Davies \| 9212 \| \| 2.ª jornada \| 20 de octubre de 2016, 19:45 \| Recreation Ground (Bath) \| Bath Rugby \| 22 - 6 \| Bristol Rugby \| David Wilkinson \| 13 257 \| \| 2.ª jornada \| 21 de octubre de 2016, 19:15 \| Cardiff Arms Park (Cardiff) \| Cardiff Blues \| 27 - 12 \| Section Paloise \| JP Doyle \| 6960 \| \| 3.ª jornada \| 10 de diciembre de 2016, 14:30 \| Cardiff Arms Park (Cardiff) \| Cardiff Blues \| 28 - 3 \| Bath Rugby \| George Clancy \| 7569 \| \| 3.ª jornada \| 11 de diciembre de 2016, 15:00 \| Ashton Gate Stadium (Bristol) \| Bristol Rugby \| 41 - 14 \| Section Paloise \| Dudley Phillips \| 7559 \| \| 4.ª jornada \| 15 de diciembre de 2016, 19:45 \| Recreation Ground (Bath) \| Bath Rugby \| 38 - 3 \| Cardiff Blues \| Alexandre Ruiz \| 12 556 \| \| 4.ª jornada \| 16 de diciembre de 2016, 19:00 \| Stade du Hameau (Pau) \| Section Paloise \| 18 - 28 \| Bristol Rugby \| Lloyd Linton \| 8373 \| \| 5.ª jornada \| 13 de enero de 2017, 19:45 \| Ashton Gate Stadium (Bristol) \| Bristol Rugby \| 22 - 57 \| Bath Rugby \| Marius Mitrea \| 13 140 \| \| 5.ª jornada \| 14 de enero de 2017, 17:30 \| Stade du Hameau (Pau) \| Section Paloise \| 21 - 22 \| Cardiff Blues \| Gary Conway \| 6050 \| \| 6.ª jornada \| 21 de enero de 2017, 15:00 \| Recreation Ground (Bath) \| Bath Rugby \| 69 - 10 \| Section Paloise \| Ben Whitehouse \| 12 080 \| \| 6.ª jornada \| 21 de enero de 2017, 15:00 \| Cardiff Arms Park (Cardiff) \| Cardiff Blues \| 37 - 21 \| Bristol Rugby \| Mike Adamson \| 7223 \| |                                |                               |                 |           |                 |                 |            |
| Jornada | Fecha y hora                   | Estadio (Ciudad)              | Local           | Resultado | Visitante       | Árbitro         | Asistencia |
| 1.ª jornada | 14 de octubre de 2016, 19:45   | Ashton Gate Stadium (Bristol) | Bristol Rugby   | 20 - 33   | Cardiff Blues   | Pascal Gaüzère  | 8289       |
| 1.ª jornada | 15 de octubre de 2016, 19:45   | Stade du Hameau (Pau)         | Section Paloise | 22 - 25   | Bath Rugby      | Ian Davies      | 9212       |
| 2.ª jornada | 20 de octubre de 2016, 19:45   | Recreation Ground (Bath)      | Bath Rugby      | 22 - 6    | Bristol Rugby   | David Wilkinson | 13 257     |
| 2.ª jornada | 21 de octubre de 2016, 19:15   | Cardiff Arms Park (Cardiff)   | Cardiff Blues   | 27 - 12   | Section Paloise | JP Doyle        | 6960       |
| 3.ª jornada | 10 de diciembre de 2016, 14:30 | Cardiff Arms Park (Cardiff)   | Cardiff Blues   | 28 - 3    | Bath Rugby      | George Clancy   | 7569       |
| 3.ª jornada | 11 de diciembre de 2016, 15:00 | Ashton Gate Stadium (Bristol) | Bristol Rugby   | 41 - 14   | Section Paloise | Dudley Phillips | 7559       |
| 4.ª jornada | 15 de diciembre de 2016, 19:45 | Recreation Ground (Bath)      | Bath Rugby      | 38 - 3    | Cardiff Blues   | Alexandre Ruiz  | 12 556     |
| 4.ª jornada | 16 de diciembre de 2016, 19:00 | Stade du Hameau (Pau)         | Section Paloise | 18 - 28   | Bristol Rugby   | Lloyd Linton    | 8373       |
| 5.ª jornada | 13 de enero de 2017, 19:45     | Ashton Gate Stadium (Bristol) | Bristol Rugby   | 22 - 57   | Bath Rugby      | Marius Mitrea   | 13 140     |
| 5.ª jornada | 14 de enero de 2017, 17:30     | Stade du Hameau (Pau)         | Section Paloise | 21 - 22   | Cardiff Blues   | Gary Conway     | 6050       |
| 6.ª jornada | 21 de enero de 2017, 15:00     | Recreation Ground (Bath)      | Bath Rugby      | 69 - 10   | Section Paloise | Ben Whitehouse  | 12 080     |
| 6.ª jornada | 21 de enero de 2017, 15:00     | Cardiff Arms Park (Cardiff)   | Cardiff Blues   | 37 - 21   | Bristol Rugby   | Mike Adamson    | 7223       |

### Grupo 5
Clasificación
| N.º | Equipo             | PJ | PG | PE | PP | PM  | PE  | Dif  | EM | EE | BO | BD | Pts |
| --- | ------------------ | -- | -- | -- | -- | --- | --- | ---- | -- | -- | -- | -- | --- |
| 1   | Edinburgh          | 6  | 5  | 0  | 1  | 215 | 122 | 93   | 30 | 15 | 3  | 1  | 24  |
| 2   | Stade Français     | 6  | 4  | 0  | 2  | 152 | 108 | 44   | 20 | 16 | 3  | 1  | 20  |
| 3   | Harlequins         | 6  | 3  | 0  | 3  | 230 | 113 | 117  | 34 | 14 | 4  | 2  | 18  |
| 4   | Timișoara Saracens | 6  | 0  | 0  | 6  | 26  | 280 | -254 | 2  | 41 | 0  | 0  | 0   |

| \| Jornada \| Fecha y hora \| Estadio (Ciudad) \| Local \| Resultado \| Visitante \| Árbitro \| Asistencia \| \| ----------- \| ------------------------------ \| ------------------------------- \| ------------------ \| --------- \| ------------------ \| --------------- \| ---------- \| \| 1.ª jornada \| 13 de octubre de 2016, 19:45 \| Twickenham Stoop (Londres) \| Harlequins \| 43 - 21 \| Stade Français \| Ben Whitehouse \| 11 820 \| \| 1.ª jornada \| 15 de octubre de 2016, 12:00 \| Dan Păltinișanu (Timisoara) \| Timișoara Saracens \| 17 - 59 \| Edinburgh \| Ian Tempest \| 3500 \| \| 2.ª jornada \| 20 de octubre de 2016, 19:00 \| Estadio Jean-Bouin (Paris) \| Stade Français \| 27 - 0 \| Timișoara Saracens \| Ian Tempest \| 6511 \| \| 2.ª jornada \| 22 de octubre de 2016, 15:15 \| Estadio Murrayfield (Edimburgo) \| Edinburgh \| 36 - 35 \| Harlequins \| George Clancy \| 5326 \| \| 3.ª jornada \| 10 de diciembre de 2016, 13:00 \| Dan Păltinișanu (Timisoara) \| Timișoara Saracens \| 3 - 42 \| Harlequins \| Lloyd Linton \| 3000 \| \| 3.ª jornada \| 10 de diciembre de 2016, 19:45 \| Estadio Murrayfield (Edimburgo) \| Edinburgh \| 28 - 23 \| Stade Français \| Craig Maxwell \| 4055 \| \| 4.ª jornada \| 15 de diciembre de 2016, 19:45 \| Estadio Jean-Bouin (Paris) \| Stade Français \| 26 - 20 \| Edinburgh \| Dudley Phillips \| 7347 \| \| 4.ª jornada \| 17 de diciembre de 2016, 15:00 \| Twickenham Stoop (Londres) \| Harlequins \| 75 - 3 \| Timișoara Saracens \| Thomas Charabas \| 9642 \| \| 5.ª jornada \| 14 de enero de 2017, 12:00 \| Dan Păltinișanu (Timisoara) \| Timișoara Saracens \| 0 - 28 \| Stade Français \| Mike Adamson \| — \| \| 5.ª jornada \| 14 de enero de 2017, 15:00 \| Twickenham Stoop (Londres) \| Harlequins \| 18 - 23 \| Edinburgh \| David Wilkinson \| 8230 \| \| 6.ª jornada \| 20 de enero de 2017, 19:35 \| Estadio Murrayfield (Edimburgo) \| Edinburgh \| 49 - 3 \| Timișoara Saracens \| Adam Jones \| 5235 \| \| 6.ª jornada \| 22 de enero de 2017, 13:00 \| Estadio Jean-Bouin (Paris) \| Stade Français \| 27 - 17 \| Harlequins \| George Clancy \| 7330 \| |                                |                                 |                    |           |                    |                 |            |
| Jornada | Fecha y hora                   | Estadio (Ciudad)                | Local              | Resultado | Visitante          | Árbitro         | Asistencia |
| 1.ª jornada | 13 de octubre de 2016, 19:45   | Twickenham Stoop (Londres)      | Harlequins         | 43 - 21   | Stade Français     | Ben Whitehouse  | 11 820     |
| 1.ª jornada | 15 de octubre de 2016, 12:00   | Dan Păltinișanu (Timisoara)     | Timișoara Saracens | 17 - 59   | Edinburgh          | Ian Tempest     | 3500       |
| 2.ª jornada | 20 de octubre de 2016, 19:00   | Estadio Jean-Bouin (Paris)      | Stade Français     | 27 - 0    | Timișoara Saracens | Ian Tempest     | 6511       |
| 2.ª jornada | 22 de octubre de 2016, 15:15   | Estadio Murrayfield (Edimburgo) | Edinburgh          | 36 - 35   | Harlequins         | George Clancy   | 5326       |
| 3.ª jornada | 10 de diciembre de 2016, 13:00 | Dan Păltinișanu (Timisoara)     | Timișoara Saracens | 3 - 42    | Harlequins         | Lloyd Linton    | 3000       |
| 3.ª jornada | 10 de diciembre de 2016, 19:45 | Estadio Murrayfield (Edimburgo) | Edinburgh          | 28 - 23   | Stade Français     | Craig Maxwell   | 4055       |
| 4.ª jornada | 15 de diciembre de 2016, 19:45 | Estadio Jean-Bouin (Paris)      | Stade Français     | 26 - 20   | Edinburgh          | Dudley Phillips | 7347       |
| 4.ª jornada | 17 de diciembre de 2016, 15:00 | Twickenham Stoop (Londres)      | Harlequins         | 75 - 3    | Timișoara Saracens | Thomas Charabas | 9642       |
| 5.ª jornada | 14 de enero de 2017, 12:00     | Dan Păltinișanu (Timisoara)     | Timișoara Saracens | 0 - 28    | Stade Français     | Mike Adamson    | —          |
| 5.ª jornada | 14 de enero de 2017, 15:00     | Twickenham Stoop (Londres)      | Harlequins         | 18 - 23   | Edinburgh          | David Wilkinson | 8230       |
| 6.ª jornada | 20 de enero de 2017, 19:35     | Estadio Murrayfield (Edimburgo) | Edinburgh          | 49 - 3    | Timișoara Saracens | Adam Jones      | 5235       |
| 6.ª jornada | 22 de enero de 2017, 13:00     | Estadio Jean-Bouin (Paris)      | Stade Français     | 27 - 17   | Harlequins         | George Clancy   | 7330       |

## Fase final
Los cinco ganadores de grupo, más los tres mejores segundos clasifican para los cuartos de final. Los ocho equipos son clasificados según el orden descendente de los puntos obtenidos en la tabla para los cuartos de final: Los cuatro con más puntuación jugarán como locales en los cuartos de final.
Los equipos son ordenados según el siguiente orden de criterios:
1. Mayor número de puntos.
2. Mayor diferencia de puntos.
3. Número de ensayos (tries) marcados.

| Pos | Ganadores de grupo | PJ | Pts | Dif | EM |
| --- | ------------------ | -- | --- | --- | -- |
| 1   | Ospreys            | 6  | 30  | 228 | 42 |
| 2   | Gloucester         | 6  | 25  | 127 | 31 |
| 3   | Edinburgh          | 6  | 24  | 93  | 30 |
| 4   | Bath Rugby         | 6  | 23  | 123 | 24 |
| 5   | CA Brive           | 6  | 23  | 55  | 21 |
| Pos | Segundos de grupo  | PJ | Pts | Dif | EM |
| 6   | Stade Rochelais    | 6  | 24  | 99  | 28 |
| 7   | Cardiff Blues      | 6  | 22  | 16  | 35 |
| 8   | Stade Français     | 6  | 20  | 44  | 20 |
| 9   | Lyon OU            | 6  | 16  | 23  | 26 |
| 10  | Newport Dragons    | 6  | 14  | 10  | 19 |

### Cuadro de Competición
|  | Cuartos de final                  | Cuartos de final                  | Cuartos de final                  |            |    | Semifinales              | Semifinales              | Semifinales              |  |   | Final                           | Final                           | Final                           |  |
|  | 31 de marzo al 2 de abril de 2017 | 31 de marzo al 2 de abril de 2017 | 31 de marzo al 2 de abril de 2017 |            |    | 22 y 23 de abril de 2017 | 22 y 23 de abril de 2017 | 22 y 23 de abril de 2017 |  |   | 12 de mayo de 2017 en Edimburgo | 12 de mayo de 2017 en Edimburgo | 12 de mayo de 2017 en Edimburgo |  |
|  |                                   |                                   |                                   |            |    |                          |                          |                          |  |   |                                 |                                 |                                 |  |
|  |                                   |                                   |                                   |            |    |                          |                          |                          |  |   |                                 |                                 |                                 |  |
|  | 1                                 | Ospreys                           | 21                                |            |    |                          |                          |                          |  |   |                                 |                                 |                                 |  |
|  | 1                                 | Ospreys                           | 21                                |            |    |                          |                          |                          |  |   |                                 |                                 |                                 |  |
|  | 8                                 | Stade Français                    | 25                                |            |    |                          |                          |                          |  |   |                                 |                                 |                                 |  |
|  | 8                                 | Stade Français                    | 25                                |            | 8  | Stade Français           | 28                       |                          |  |   |                                 |                                 |                                 |  |
|  |                                   |                                   |                                   |            | 8  | Stade Français           | 28                       |                          |  |   |                                 |                                 |                                 |  |
|  |                                   |                                   | 4                                 | Bath Rugby | 25 |                          |                          |                          |  |   |                                 |                                 |                                 |  |
|  | 4                                 | Bath Rugby                        | 4                                 | Bath Rugby | 25 | 34                       |                          |                          |  |   |                                 |                                 |                                 |  |
|  | 4                                 | Bath Rugby                        |                                   |            |    |                          |                          |                          |  |   |                                 |                                 |                                 |  |
|  | 5                                 | CA Brive                          | 20                                |            |    |                          |                          |                          |  |   |                                 |                                 |                                 |  |
|  | 5                                 | CA Brive                          | 20                                |            |    |                          |                          |                          |  | 8 | Stade Français                  | 25                              |                                 |  |
|  |                                   |                                   |                                   |            |    |                          |                          |                          |  | 8 | Stade Français                  | 25                              |                                 |  |
|  |                                   |                                   | 2                                 | Gloucester | 17 |                          |                          |                          |  |   |                                 |                                 |                                 |  |
|  | 3                                 | Edinburgh                         | 2                                 | Gloucester | 17 | 22                       |                          |                          |  |   |                                 |                                 |                                 |  |
|  | 3                                 | Edinburgh                         |                                   |            |    |                          |                          |                          |  |   |                                 |                                 |                                 |  |
|  | 6                                 | Stade Rochelais                   | 32                                |            |    |                          |                          |                          |  |   |                                 |                                 |                                 |  |
|  | 6                                 | Stade Rochelais                   | 32                                |            | 6  | Stade Rochelais          | 14                       |                          |  |   |                                 |                                 |                                 |  |
|  |                                   |                                   |                                   |            | 6  | Stade Rochelais          | 14                       |                          |  |   |                                 |                                 |                                 |  |
|  |                                   |                                   | 2                                 | Gloucester | 16 |                          |                          |                          |  |   |                                 |                                 |                                 |  |
|  | 2                                 | Gloucester                        | 2                                 | Gloucester | 16 | 46                       |                          |                          |  |   |                                 |                                 |                                 |  |
|  | 2                                 | Gloucester                        |                                   |            |    |                          |                          |                          |  |   |                                 |                                 |                                 |  |
|  | 7                                 | Cardiff Blues                     | 26                                |            |    |                          |                          |                          |  |   |                                 |                                 |                                 |  |
|  | 7                                 | Cardiff Blues                     | 26                                |            |    |                          |                          |                          |  |   |                                 |                                 |                                 |  |
|  |                                   |                                   |                                   |            |    |                          |                          |                          |  |   |                                 |                                 |                                 |  |

La hora está expresada uniformemente según el UTC-0. Para poder establecer el horario en cada lugar se debe recurrir al huso horario en que esté ubicado, sumándole o restándole según corresponda.

#### Cuartos de final
| 31 de marzo de 2017, 20:00 | Edinburgh | 22 - 32 | Stade Rochelais                                                                                                  | Estadio Murrayfield, Edimburgo                        |                                                       |
|                            | Tries Burleigh 19' Ford 39' Watson 46' Conversiones (1/2) Tovey 20' (1/1) Hidalgo-Clyne 48' Penal (1/1) Weir 65' | Reporte | Tries 5', 11' Maurouard 24' Retiere 35' Barry Conversiones 6', 13', 35' James (3/4) Penales 69', 79' James (2/3) | Asistencia: 5489 espectadores Árbitro(s): Luke Pearce | Asistencia: 5489 espectadores Árbitro(s): Luke Pearce |

| 1 de abril de 2017, 12:45 | Bath Rugby | 34 - 20 | CA Brive                                                                                    | Recreation Ground, Bath                                   |                                                           |
|                           | Tries Faletau 21', 43' Homer 27' Rokoduguni 31', 75' Conversiones (3/5) Priestland 22', 44', 77' Penal (1/1) Priestland 9' | Reporte | Tries 49', 55' Sanconnie Conversiones 50', 56' Germain (2/2) Penales 14', 19' Germain (2/2) | Asistencia: 11 677 espectadores Árbitro(s): Marius Mitrea | Asistencia: 11 677 espectadores Árbitro(s): Marius Mitrea |

| 1 de abril de 2017, 20:05 | Gloucester | 46 - 26 | Cardiff Blues | Kingsholm Stadium, Gloucester                              |                                                            |
|                           | Tries Moriarty 10' Marshall 25', 58' May 54' Atkinson 65' Purdy 78' Conversiones (1/1) Burns 10' (4/5) Twelvetrees 26', 55', 60', 66' Penales (1/1) Burns 17' (1/1) Twelvetrees 23' | Reporte | Tries 4', 34' Cuthbert Conversiones 5', 35' Shingler (2/2) Penales 14', 21', 49' Shingler (3/3) Drop 39' Anscombe (1/1) | Asistencia: 11 206 espectadores Árbitro(s): Pascal Gaüzère | Asistencia: 11 206 espectadores Árbitro(s): Pascal Gaüzère |

| 2 de abril de 2017, 17:45 | Ospreys | 21 - 25 | Stade Français | Millennium Stadium, Cardiff                                |                                                            |
|                           |         | Reporte |                | Asistencia: 12 127 espectadores Árbitro(s): Matthew Carley | Asistencia: 12 127 espectadores Árbitro(s): Matthew Carley |

#### Semifinales
| 22 de abril de 2017, 21:00 | Stade Rochelais | 14 - 16 | Gloucester | Stade Marcel-Deflandre, La Rochelle                      |                                                          |
|                            |                 | Reporte |            | Asistencia: 15 000 espectadores Árbitro(s): Andrew Brace | Asistencia: 15 000 espectadores Árbitro(s): Andrew Brace |

| 23 de abril de 2017, 13:30 | Stade Français | 28 - 25 | Bath Rugby | Estadio Jean-Bouin, París                              |                                                        |
|                            |                | Reporte |            | Asistencia: 10 175 espectadores Árbitro(s): John Lacey | Asistencia: 10 175 espectadores Árbitro(s): John Lacey |

#### Final
| 12 de mayo de 2017, 20:00 | Gloucester | 17 - 25 | Stade Français | Estadio Murrayfield, Edimburgo |                        |
|                           |            | Reporte |                | Árbitro(s): John Lacey         | Árbitro(s): John Lacey |

| Bandera de Francia     |
| Campeón Stade Français |
| Primer título          |